# Летний берег
Ле́тний бе́рег — берег в южной части Белого моря на западном берегу Двинской губы. Простирается от устья Северной Двины до мыса Ухтнаволок.
В центральной части берега в материк вдаётся Унская губа, вдоль берега в южной части расположен ряд островов (наиболее крупный — Ягры). Берег каменист только в северо-западной части; на половине расстояния, между островом Жижгинским и Унской губой, берег образует песчано-глинистый обрыв высотой до 45 м, над которым расположен хребет лесистыx гор (Летние горы). К юго-востоку от них побережье песчаное, невысокое. Летние горы состоят из пластов глины. По берегу протекают реки Солза, Нёнокса, Верховка, Сюзьма, Яреньга, Лопшеньга и другие. В берег вдаются мысы Красногорский Рог, Яренгский Рог и Лопшеньгский.
Участки моря, прилегающие к берегу, являются местом рыбного промысла. Важнейший порт — Северодвинск. Другие населённые пункты на берегу — Солза, Нёнокса, Сюзьма, Красная Гора, Пертоминск, Унский, Уна, Яреньга, Лопшеньга, Летний Наволок и Летняя Золотица. Летний берег входит в состав национального парка «Онежское Поморье».

## Особенности
На Летнем берегу, благодаря его изолированности и труднодоступности, имеется большое количество климатических зон с богатым видовым разнообразием флоры и фауны. На сравнительно небольшой территории соседствуют различные природно-климатические зоны: таёжные леса с уникальными корабельными соснами (которые запретил рубить ещё Пётр I), реликтовые болота, являющиеся замечательным природным фильтром с богатой флорой, карстовые озёра и дюны, покрытые растительностью. Кроме того, эта территория, обладая обильным минеральным морским питанием прошлых времён, придаёт ягодам вороники, брусники, можжевельника и другим уникальные вкусовые и оздоровительные свойства.
Животный мир представлен достаточно разнообразно. На территории от мыса Ухт-Наволок до Чесменского маяка в районе деревни Летняя Золотица зимой на льдинах устраивают родильные дома гренландские тюлени. Ближе к весне сюда приходят для размножения белухи. Также Летний берег является местом гнездования многих видов перелётных и неперелётных птиц. К примеру, здесь располагается самая большая колония крачек.
Наземная фауна представлена типичными обитателями северной европейской тайги. Всего на Онежском полуострове обитает около 35 видов млекопитающих. Здесь особенно распространены бурый медведь, лесная куница, белка, а также акклиматизированные и восстановленные виды: норка, ондатра, бобр. Обычны для этой местности горностай, выдра, лисица, заяц-беляк, волк, лось. Встречаются енотовидная собака, рысь, росомаха, лесной хорек, барсук. В фауне мелких грызунов и насекомоядных насчитывается 16 видов.
Река Летняя Золотица является нерестовой, сюда на размножение приходит беломорская сёмга. В реке обитает жемчужница, которую в былые времена даже добывали. Также богат Летний берег сигом, сохранением и разведением которого занимается местный клуб «Живая Природа».
В связи с уникальностью природных и климатических условий ещё в советские времена предполагалось создать на этой территории заповедник. Позже при участии Гринпис России, WWF России, Центра охраны дикой природы и Экоцентра «Заповедники» распоряжением Правительства РФ от 23 мая 2001 года за № 725-р было принято решении о создании здесь национального парка «Онежское поморье». Однако законопроект так и не вступил в силу. Этот национальный парк является примером «заповедного долгостроя». Сейчас создание парка запланировано Концепцией развития системы особо охраняемых природных территорий федерального значения на период до 2020 года, утверждённой распоряжением Правительства РФ от 22 декабря 2011 года за № 2322-р. WWF России объявил 2012 год годом Арктики и намерен уделить особое внимание развитию особо охраняемых территорий этого региона и как можно скорее создать парк для спасения и сохранения уникальной природы.
По мнению экологов, затягивание этого проекта грозит региону экологической катастрофой, последствия которой будут необратимы. В этой связи представители Северного арктического федерального Университета пытаются повлиять на ситуацию и ускорить процесс претворения проекта в жизнь.

## Климат
Летний берег обладает своеобразным микроклиматом. Он сказывается в относительном запаздывании годовых температурных изменений в сравнении с другими схожими местностями. С наступлением зимы море, постепенно остывая, отдаёт суше тепло. А в апреле—мае остывшее море по отношению к суше играет роль холодильника. Микроклимат сказывается и в мягкости зимы, и в высоком уровне влажности.
Это создаёт благоприятную обстановку для посещения этих мест туристами и способствует популяризации самой идее экотуризма в свете уникальности местной экологии.
В. И. Немирович-Данченко в 1872 году писал о местной природе: «Не хотелось верить, что мы на севере. И воздух, и небо, и земля — всё напоминало юг Швейцарии…»

## Геология и рельеф
Современные геодинамические и геоморфологические процессы более всего выражены на побережье Онежского полуострова. В настоящее время в целом на полуострове продолжается новейшее поднятие, о чём свидетельствует отступление моря на значительном протяжении берега, отмечаемое старожилами.
Современный рельеф непосредственно связан с четвертичным периодом истории полуострова. Он сформирован не коренными породами, а ледниковыми отложениями и позднейшими процессами, в результате которых на Летнем берегу много песка — продукта механического разрушения кристаллических пород.
Верхнечетвертичные отложения представлены ледниковыми валунно-суглинистыми отложениями раннеонежской стадии Осташковского оледенения. Осташковское (поздневалдайское) оледенение (33—11 тыс. лет назад) — последнее оледенение Русской (Восточно-Европейской) равнины.
Морские верхнечетвертичные террасы имеют волнисто-бугристый рельеф и выраженный уступ (10—30 м) над поверхностью современной морской террасы. На северо-западном побережье Летнего берега они имеют цокольный характер.
В целом равнинный рельеф территории, благодаря приморскому положению, отличается большой амплитудой высот — от 1-2 м на побережье до 200 м на Онежской моренной гряде в 10 км от берега. Рельеф изобилует небольшими спусками и подъёмами, а также многочисленными озёрными котловинами.
На Летнем берегу встречаются морские террасы трёх типов:
- узкие, выровненные, каменистые. К примеру, побережье в районе деревни Летней Золотицы интересно тем, что волны прибоя и приливно-отливные нагоны открывают моренный материал, при дальнейшем отступлении моря каменистые поля будут только расширяться.
- расширенные, волнистые с береговыми валами. Волново-бугристая терраса сформировала дюны, которыми так богат Летний берег. Обильное морское минеральное питание прошлых времён сегодня является основой минерального питания растительности (можжевельник, брусника, вороника), осваивающей террасу. Также дюны сыграли свою роль в сохранении стоянок древних людей, которые селились именно между дюн, спасаясь от ветра. После того как стоянку покидали, «гуляющие» дюны занимали её территорию и как бы «консервировали» находящиеся там предметы.
- прибрежные полуразвеваемые и развеваемые участки с дюнами. Это собственно песчаное побережье, которое совсем недавно или до сих пор подвергается действию нагонной волны. Территория частично завоёвана злаковыми и вороникой, но современные эоловые (ветровые) процессы и ледовая обстановка препятствуют окончательному зарастанию поверхности.

## Море
Очень сильно меняют картину Летнего берега приливы и отливы. Дважды в день беломорские воды наступают на береговые террасы. Энергия приливов и отливов весьма значительна.
Уникальность «пляжных» песчаных берегов Летнего берега — в богатстве органической жизни песков приливно-отливной зоны (есть целые группы видов, проживающие в ней), следовательно, во время отлива на кормёжке можно наблюдать большое количество орнитофауны (птиц) и мелких млекопитающих.
Береговые формы активно перестраиваются вследствие вдольберегового перемещения наносов и размыва террас. Аккумуляция такого большого количества материала может привести к отделению губы от моря, с дальнейшим её опреснением из-за впадающих рек.
Для Онежского полуострова территория Летнего берега является хорошим индикатором геодинамических и геоморфологических процессов, там они наиболее выражены:
1. Отступ моря. Происходит общее поднятие территории, как следствие — море отступает, и за 70—80 лет расстояние, которое отвоевала суша, может измеряться метрами. Это происходит на Летнем берегу, потому что он более пологий, нежели Онежский, и при понижении уровня моря его отступ более выражен.
2. Движение дюн. Пролетая зимой над Летним берегом, можно увидеть эоловые процессы: даже самый свежий снег быстро покрывается тонкой плёнкой песка.

## Озёра
Онежский полуостров, который включает в себя Летний берег, отличается высоким коэффициентом озёрности (порядка 5 %). Общая площадь водной поверхности озёр составляет 305,2 км². Всего здесь насчитывается более 2125 озёр, из них 34 озера имеют площадь более 1 км².
Большинство озёр имеют ледниковое происхождение, преобладающая глубина озёр 2—3 м. Есть и более крупные озера ледниково-суффозионного происхождения. Их глубина достигает 10 и более метров.

## Реки
Реки в основном протекают по слабоводопроницаемым моренным породам. Однако те реки, которые смогли размыть эти слои, открыли миру и науке вендские отложения (эдиакарий), возраст которых насчитывает более 500 миллионов лет.
Гидрографическая сеть северной части полуострова имеет ярко выраженный центробежный характер: реки берут начало из озёр и болот центрального Мяндозерского водораздела и веером стекают в море.
Поскольку болота — это природные фильтры, реки и озёра на территории всего полуострова обладают природной чистотой. Также на полуострове отсутствуют загрязнители, а от Архангельска и Онеги гидрографическая сеть полностью обособлена.
Число рек и ручьев составляет 164. Протяженность большинства рек не превышает 50—60 км. Что касается полноводности и площади бассейна, то самой крупной на полуострове является река Золотица с притоками. Площадь её бассейна составляет почти четверть территории северной части полуострова (1150 км²).

## Болота
Болота Онежского полуострова имеют важное природоохранное значение. Они представляют собой эталоны экосистем северо-таёжной подзоны, здесь имеются места произрастания охраняемых видов растений и места обитания и воспроизводства ряда видов животных.
Болота полуострова являются ценными источниками ягодных (клюква, морошка) и лекарственных (багульник, вахта трехлистная, сабельник) растений, которые также являются эффективными продуцентами кислорода и фиксаторами углекислого газа.
Болота довольно молодые, средний возраст примерно 3—4 тысячи лет. Это объясняется поздним оледенением, которое, отступая, оставило чистый ледниковый материал и затопление большей части полуострова. Самые старые болота насчитывают 8 тысяч лет. Типичные ландшафты экосистемы северной тайги можно наблюдать в глубине полуострова, в той его части, которая намного раньше освободилась от затопления. Именно эту часть полуострова относят к категории ценных лесных территорий.

## Заселение
Заселение территории Летнего берега началось около трёх тысяч лет назад. Многие известные учёные (А. Я. Брюсов и А. А. Куратов) знали об уникальности этих мест и вели здесь археологические исследования.
На многочисленных стоянках были найдены орудия труда и охоты, а также глиняные фигурки животных и глиняные дощечки с изображениями местности. С середины XII века эту территорию стали осваивать новгородцы, они потеснили местное финно-угорское (чудское) население — чудь. Постепенно сформировалась этнографическая группа русского старожильческого населения, потомки древних новгородцев и финно-угорского племени Корела — поморы.